# Vällingträsket, Västerbotten
Vällingträsket är en sjö i Skellefteå kommun i Västerbotten och ingår i Skellefteälvens huvudavrinningsområde. Sjön har en area på 0,514 kvadratkilometer och ligger 279 meter över havet. Sjön avvattnas av vattendraget Vällingån.

## Delavrinningsområde
Vällingträsket ingår i det delavrinningsområde (722725-170030) som SMHI kallar för Utloppet av Vällingträsket. Medelhöjden är 282 meter över havet och ytan är 2,51 kvadratkilometer. Räknas de 3 avrinningsområdena uppströms in blir den ackumulerade arean 39,28 kvadratkilometer. Vällingån som avvattnar avrinningsområdet har biflödesordning 4, vilket innebär att vattnet flödar genom totalt 4 vattendrag innan det når havet efter 99 kilometer. Avrinningsområdet består mestadels av skog (60 procent) och sankmarker (12 procent). Avrinningsområdet har 0,51 kvadratkilometer vattenytor vilket ger det en sjöprocent på 20,5 procent.